# Erich Schäfer (Ökonom)
Erich Paul Schäfer (* 22. Dezember 1900 in Mohorn, Königreich Sachsen; † 10. September 1984 in Behringersdorf) war ein deutscher Betriebswirt sowie Hochschullehrer.

## Leben
Erich Schäfer, Sohn des Kaufmanns Paul Schäfer sowie der Ida geborene Seifert, absolvierte nach dem Besuch der Oberrealschule eine kaufmännische Ausbildung. Im Anschluss wandte er sich dem Studium der Wirtschaftswissenschaften an der Handelshochschule Nürnberg sowie an der Universität zu Köln zu, 1925 legte er in Nürnberg die Diplomprüfung ab, 1927 wurde er in Köln zum Dr. rer. pol. promoviert. Sein Doktorvater war Eugen Schmalenbach.
1929 übernahm er die Stelle eines Wissenschaftlichen Assistenten an der Handelshochschule Nürnberg, dort habilitierte er sich 1931 als Privatdozent für das Fach Betriebswirtschaftslehre. Im November 1933 unterschrieb er das Bekenntnis der Professoren an den deutschen Universitäten und Hochschulen zu Adolf Hitler. 1936 wechselte er gegen den Widerstand von Paul Deutsch, der ihm zu geringes politisches Engagement vorwarf, an die Handelshochschule Leipzig, dort wurde er 1937 zum außerordentlichen, 1940 zum ordentlichen Professor für Betriebswirtschaftslehre ernannt. Schäfer trat 1940 der NSDAP bei (Mitgliedsnummer 7.475.813). 
1942 folgte er dem Ruf auf den Lehrstuhl für Betriebswirtschaftslehre an der Handelshochschule Nürnberg, welche 1961 als „Wirtschafts- und Sozialwissenschaftliche Fakultät“ in der Friedrich-Alexander-Universität Erlangen-Nürnberg aufging, 1968 wurde er emeritiert.
Der mit einer Reihe von grundlegenden Beiträgen zur Betriebswirtschaftslehre hervorgetretene Erich Schäfer erhielt 1958 die Ehrendoktorwürde der Technischen Universität Berlin verliehen.
Erich Schäfer war in zweiter Ehe mit Marianne geborene Hockauf verheiratet, mit der er vier Kinder hatte. Er verstarb 1984 83-jährig in Behringersdorf.

## Publikationen
- Die Wirtschaftsbeobachtung, Keramos-Verlag, Bamberg, 1925
- Beschäftigung und Beschäftigungsmessung in Unternehmung und Betrieb, Habilitationsschrift, Hochschulbuchhandlung Krische, Nürnberg, 1931
- Organisierter Kapitalabbau : Ein Vorschlag zur Krisenbereinigung, Poeschel, Stuttgart, 1932
- Die Verbreitung von Elektro- und Gasapparaten : Eine marktanalytische Studie über die Absatzbedingungen in den 20 Verwaltungsbezirken Gross-Berlins ; [Die erste umfassende Marktanalyse für die modernen Haushaltungs-Apparate], Poeschel, Stuttgart, 1933
- Die Aufgabe der Absatzwirtschaft : Eine Grundlegung, Meiner, Leipzig, 1943
- Grundlagen der Marktforschung : Marktuntersuchung und Marktbeobachtung, 3., neubearbeitete Auflage, Westdeutscher Verlag, Köln, Opladen, 1953
- Die Unternehmung : Einführung in die Betriebswirtschaftslehre, Westdeutscher Verlag, Köln, Opladen, 1956
- Herausgeber
- Mit Hermann Eichler, Erich Hoppmann: Exportkartell und Wettbewerb: Wettbewerbswirtschaftliche und wettbewerbsrechtliche Stellungnahmen zu * 7 GWB, mit einem Untersuchungsbericht des Instituts für Exporforschung über Exportkartelle in Deutschland seit 1880, Westdeutscher Verlag, Köln, Opladen, 1964